# 青井秀夫
青井 秀夫（あおい・ひでお、1943年2月4日 - ）は、日本の法学者（法哲学）。弁護士。東北大学名誉教授。岡山商科大学名誉教授。博士(法学)。

## 人物
主要な研究テーマは法学方法論（法の適用と解釈）、法理論、現代正義論、医事法、ドイツ現代法思想史など。著書『法理学概説』は実定法や外国法との関係性に配慮しつつ、歴史的なパースペクティブから法理学を展望するものであり、ドイツ語圏の法概念論と法解釈方法論を詳細に説明している点で類書がない。2009年より弁護士。2023年、瑞宝中綬章受章。

## 略歴
出典:
- 1943年2月 - 大阪市出身
- 1961年3月 - 甲陽学院高校卒業
- 1965年
  - 3月 - 京都大学法学部卒業
  - 10月 - 旧司法試験二次試験合格
- 1968年3月 - 京都大学大学院院法学研究科博士前期課程修了
- 1970年
  - 3月 - 京都大学大学院法学研究科博士後期課程中退
  - 4月 - 東北大学法学部助教授
  - 8月 - ミュンヘン大学に留学（1973年8月まで）
- 1979年4月 - 東北大学法学部教授
- 1982年4月 - ゲッチンゲン大学で在外研究（1984年3月まで）
- 1989年4月 - ゲッチンゲン大学で在外研究（1989年9月まで）
- 1995年7月 - ゲッチンゲン大学法学部客員教授（1995年12月まで）[9]
- 1997年8月 - ゲッチンゲン大学法学部客員教授（1997年12月まで）[9]
- 2000年4月 - 東北大学大学院法学研究科教授（組織改編による）
- 2001年3月 - 京都大学より学位を授与される（法学博士）[2]
- 2006年4月
  - 東北大学名誉教授
  - 岡山商科大学法学部教授
- 2009年2月 - 弁護士登録（大阪弁護士会）[5]
- 2016年3月 - 岡山商科大学名誉教授
- 2016年4月-2021年3月 - 岡山商科大学大学院法学研究科特任教授 (非常勤講師)

## 著作・論文
- 「「法律学的ヘルメノイティク」へのプロローグ」（社会科学の方法65号、1974年）
- 「現代西ドイツ法律学的方法論の一断面―「法律学的ヘルメノイティク」の紹介と検討（法学39巻1号、1975年）
- 「現代西ドイツ法律学的方法論の一断面―「法律学的ヘルメノイティク」の紹介と検討（続）」（法学39巻3・4号、1976年）
- 「法思考と「現実」（『法理学の諸問題』加藤新平教授退官記念（共著）、有斐閣、1976年）
- 「ニクラス・ルーマンの「機能的システム理論」について」（『社会科学と諸思想の展開』世良教授還暦記念・下（共著）、創文社、1977年）
- 「カ-ル・エンギッシュの法哲学の基礎―「事物の本性」論を中心として― (1)」（法学42巻1号、1978年） NAID 40003456609
- 「カ-ル・エンギッシュの法哲学の基礎―「事物の本性」論を中心として― (2)」（法学43巻3号、1978年）NAID 40003456673
- 「書評 河上倫逸著『ドイツ市民思想と法理論―歴史法学とその時代―』」（法制史研究29、1979年）
- 翻訳「サヴィニーの「生きた直観」(lebendige Anschauung)」（ディーター・ネル著、西村重雄と共訳）（法学45巻6号、1982年）
- 「進化論的認識論と法律学」（東北法学会会報、1985年）
- 「Das Problem des Typus und die moderne Erkenntnistheorie」（ARSP, Beiheft25, 1985年）
- 「書評 上原行雄・長尾龍一編 『自由と規範ー法哲学の現代的展開』（碧海純一先生還暦記念）」（法哲学年報、1985年）
- 「法における類型の問題への一試論―法律学的思考とパタンー (1)」（法学49巻4号、1985年）NAID 40003456860
- 「法における類型の問題への一試論―法律学的思考とパタンー (2)」（法学49巻5号、1985年）
- 「法における類型の問題への一試論―法律学的思考とパタンー (3)」（法学50巻3号、1986年）
- 「現代類型論の一側面―クーレンの所説を手がかりとして―」（『法と法過程』広中俊雄教授還暦記念論集（共著）、1986年)
- 「医療・医学研究における倫理の諸問題」（共著）（東京医学社、1988年）
- 「法における類型の問題への一試論―法律学的思考とパタン― (4)」（法学54巻4号、1990年）
- 「書評 水波朗『トマス主義の法哲学―法哲学論文選―』（法の理論10、1990年）
- 「亀本会員および松浦会員の報告に対するコメント」（法哲学年報、1990年）
- 「Richterliche Rechtsfindung als Pattern-Matching-Prozeβ」（ARSP, Beiheift40, 1991年）
- 「ゲッチンゲンでの偶感」（ル・クール（甲陽学院）2号、1991年）
- 「石部報告へのコメント」（法哲学年報、1992年）NAID 40003497446
- 「Richterliche Rechtsfindung und neuere Wissenschaftsphilosophie」（ARSP,Bd.79,1993年）
- 「Die sogenannten verdeckten Lucken ― Typenjurisprudenz contra Begriftsjurisprudenz」(Festschrift fur Arthur Kaufmann（共著）C.F.Muller Juristischer Verlag, 1993年）
- 翻訳「法哲学と法理論へのマックス・ウェーバーの貢献」（F・ローズ著、伊藤剛と共訳）（法学57巻2号、1993年）
- 「生死の問題への一試論」（法哲学年報、1993年）
- 「第16回法哲学・社会哲学国際学会連合 (IVR) 世界大会に出席して」（法哲学年報、1993年）
- 「Zur Verbindlichkeit des Prajudizienrechts ― Eine kritische Wurdigung von FIKENTSCHERS Theorie der Fallnorm」（ARSP,Beiheft53, 1994年）
- 青井秀夫「ヘックと類型法学:いわゆる『隠れた欠缺』をてがかりとして」『法社会学』第1994巻第46号、日本法社会学会、1994年、176-181頁、doi:10.11387/jsl1951.1994.176、ISSN 0437-6161、NAID 130003570924。
- 「医学的因果関係と法的因果関係」（討論）（第1回日本医学会特別シンポジウム『医と法』、1994年）
- 「エイズ問題と法」（日本医事新報3711号、1995年）
- 「Medikamentenschaeden durch Blutprodukte und ihre rechtliche Behandlung」（Internet-Veroffentlichung durch die Alexander von Humboldt-Stiftung, 1996年）
- 「HIV感染の法的諸問題」（法学59巻5号、1996年）
- 翻訳「生命の始期と終期における法的保護」（H.-L.シュライバー著、陶久利彦・伊藤剛と共訳）（法学62巻1号、1998年）
- 「法における類型の問題への一試論―法律学的思考とパタン― (5)」（法学62巻4号、1998年）
- 「法における類型の問題への一試論―法律学的思考とパタン―（6・完）」（法学62巻5号、1998年）
- 「法比較の結節点としての条理」（法哲学年報、1998年）
- 「大学紛争と価値判断論争のはざまで」（日本法哲学会創立50周年「法哲学会のあゆみ」、1998年）
- 青井秀夫『法思考とパタン : 法における類型へのアプローチ』創文社、2000年。ISBN 9784423730959。
- 「類型論研究余話」（創文420号、2000年）
- 「晩年の日々の想い出」（『人生を美しく―加藤先生の生涯と思い出』（加藤会）、2000年）
- 「ドイツ文化雑感」（東北大学生協ニュース「素顔の教官たち」、2000年）
- 「法理学講義案」（東北大学生協、2000年）
- 「京都大学の学風に寄せて―ある基礎法学者の偶感」（京都大学法学部有信会誌25号、2000年）
- 「Pluralism and Law」（共著）（Kluwer Academic Publishers, 2001年）
- 「加藤法哲学文庫の学術的意義」（ノモス13号、2002年）
- 「Die Natur der Sache und die Patternangemessenheit Festschrift fur Hans-Ludwig Schreiber zum 70. Geburtstag, Strafrecht ―Biorecht― Rechtsphilosophie（共著）（C.F. Muller Verlag, 2003年）
- 「遺伝子医療をめぐる倫理と法」（龍谷法学36巻1号、2003年）
- 「遺伝子工学時代における生命倫理と法」（共著）（日本評論社、2003年）
- 「遥かなる道」（私家版、2003年）
- 「Recht und Ethik im Zeitalter der Gentechnik」（共著）（Vandenhoeck & Ruprecht, 2004年）
- 岡本勝 ほか「実証主義伝説の謎―戦後法哲学の課題と現実」『刑事法学の現代的課題 : 阿部純二先生古稀祝賀論文集』第一法規、2004年。ISBN 4474017625。 NCID BA67838043。全国書誌番号:20583543。
- 青井秀夫「裁判官による法適用への一視角--二種類の「実践理性」に関する疑問」『法科大学院要件事実教育研究所報』第1号、法科大学院要件事実教育研究所、2005年3月、15-26頁、NAID 40015592659。
- 「法理学概説」（有斐閣、2006年）
- 「Significance and Limits of Principles-oriented legal thinking」（ARSP, Beiheft106, 2007年）
- 「人権規定解釈論における原理理論の再検討ー比較法的見地から―」（商大レビュー17、2008年）
- 「ハンス ディーター・プルーム氏講演「国内法へのヨーロッパ法の影響」あとがき」（岡山商大法学論叢16、2008年）
- 青井秀夫「判例変更と制定法の訂正への一試論」『法学論叢』第17号、2009年2月、一-一九、NAID 120006943456。
- 「"Overruling and Statute-Correction」Wolters kluwer Polska, Law, liberty, morality and rights 47-55,2010年
- 「ローマン講演への「あとがき」と《補論》｢成年後見制度法比較へのコメント｣」（岡山商大論叢47 (2) 132-144, 2011年）
- 「筏津法哲学の現代的意義」竹下賢・宇佐美誠編『法思想史の新たな水脈』（昭和堂、2013年）57-79 2013年11月
- 青井秀夫「近代ドイツにおける法理論の展開」『岡山商科大学法学論叢』第22号、岡山商科大学学会、2014年、136-24頁、ISSN 0919-5807、NAID 120006896036。

## 役職
- 日本法哲学会理事（1978年より)[9]